# Hop River State Park Trail
Der Hop River State Park Trail ist ein State Park in Form einer Grünen Route im US-Bundesstaat Connecticut auf dem Gebiet der Gemeinden Andover, Bolton, Columbia, Coventry, Manchester, Vernon. Der Trail ist 19 mi (31 km) lang und verläuft auf der Trasse einer ehemaligen Eisenbahnlinie. Er erstreckt sich vom Colonial Drive in Manchester bis zum Willimantic River an der Gemeindegrenze zwischen Columbia und Windham, wenig westlich von Willimantic. Er wird vom Connecticut Department of Energy and Environmental Protection (DEEP) gepflegt. Unterhaltungsarbeiten werden durch ortsansässige Ehrenamtliche vorgenommen.

## Beschreibung
Auf dem Weg können vier Abschnitte unterschieden werden:
- Colonial Road, Manchester to the western Hop River bridge at Columbia/Coventry town line.
- Western Hop River bridge at Columbia/Coventry town line to Kings Road, Coventry.
- Kings Road, Coventry to Flanders River Road, Columbia.
- Flanders River Road, Columbia to Willimantic River.

## Naturschutz
An der U.S. Route 44 am Bolton Notch State Park wurde ein Flussabschnitt renaturiert⊙. Dort schließt sich auch der Freja Park an.

## Planung
Die Osthälfte des Trails bei Bolton Notch State Park soll eine Verbindung zum Charter Oak Greenway nach Manchester und Hartford schaffen. Das Ostende soll mit dem Air Line State Park Trail verbunden werden und zusammen in das System des East Coast Greenway (ECG) eingebunden werden. Dieser Trail soll eine Grüne Route als Verbindung von Maine bis Florida schaffen. Der ECG in Connecticut verläuft von Rhode Island nach Hartford und von dort weiter nach Südwesten nach New Haven und weiter nach New York.